# Robert d'Eu
 (février 2009).
Si vous disposez d'ouvrages ou d'articles de référence ou si vous connaissez des sites web de qualité traitant du thème abordé ici, merci de compléter l'article en donnant les références utiles à sa vérifiabilité et en les liant à la section « Notes et références ».
Pour les articles homonymes, voir Robert (prénom) et Liste des comtes d'Eu.

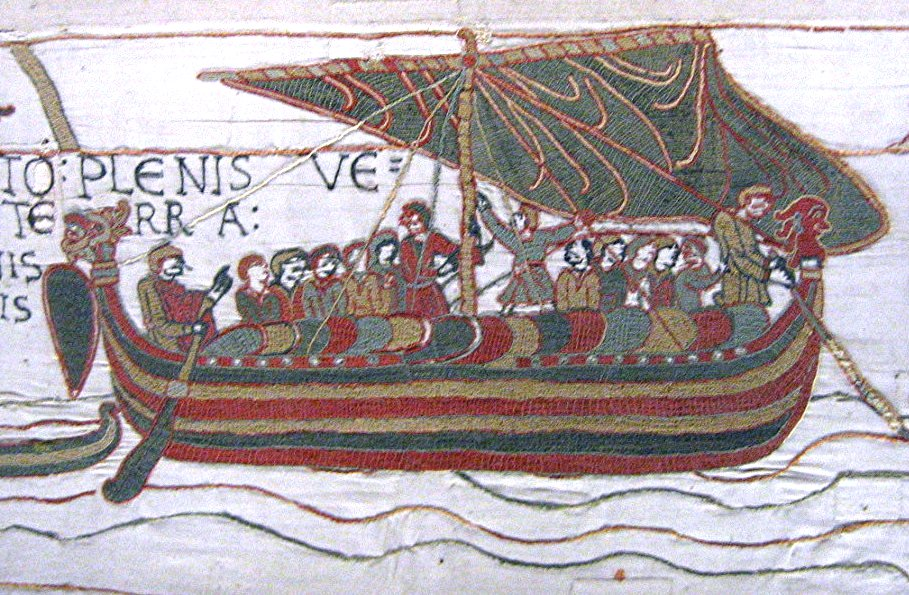
Robert fournit une partie des nefs qui vont transporter les futurs vainqueurs de la bataille d'Hastings.

Robert d’Eu, mort entre 1089 et 1093, comte d'Eu et seigneur d'Hastings (Angleterre), fut un baron anglo-normand.

## Biographie
Fils aîné et successeur de Guillaume d'Eu, comte d'Eu, et de sa femme, Lesceline, il ne prit aucune part à la rébellion de son frère et entre en possession du château d'Eu.[réf. nécessaire]
Le roi Henri Ier de France étant entré en Normandie en 1054 à la tête d'une puissante armée, le duc Guillaume envoya une partie de ses troupes contre le frère du roi, Eudes, sous la conduite de Robert d’Eu et de Gautier Ier Giffard. Robert fait donc partie des commandants normands qui taillèrent en pièces l'armée française commandée par Eudes.[réf. nécessaire]
Il participa à hauteur de 60 navires à la flotte qui permit le débarquement et la conquête normande de l'Angleterre. Vers 1068-1070, Guillaume le Conquérant lui confia le rape d'Hastings avec le château et les territoires qui en dépendaient, soit le cinquième du Sussex, après que Onfroy du Tilleul, le neveu d'Hugues de Grandmesnil, fût rentré précipitamment en Normandie. Le Domesday Book (1086) montre qu'en Angleterre, Robert et son fils Guillaume possédaient chacun des terres dans des comtés séparés. La somme des revenus annuels générés par les terres des deux hommes se montant à environ 690 livres sterling, ils ne sont donc pas dans le groupe de tête des barons anglais les plus riches mais arrivent juste après.
En 1069, il fut chargé par le roi avec Robert de Mortain de surveiller les Danois, dont la flotte mouillait dans l'embouchure de la Humber, pendant que celui-ci allait réprimer la révolte initiée par Eadric le Sauvage dans l'ouest. Quand les Danois sortirent du lieu de leur retraite pour piller le voisinage, les deux hommes et leur armée leur tombèrent dessus à l'improviste et les écrasèrent, forçant les survivants à s'enfuir par la mer,.
Après la mort de Guillaume le Conquérant, le comte d'Eu suivit quelque temps le parti du duc Robert Courteheuse mais, rebuté par sa mollesse et ses débauches, il se tourna, ainsi que plusieurs autres seigneurs normands, vers Guillaume le Roux, dont il reçut les garnisons dans ses châteaux. Lors de la tentative d'intervention du roi anglais en Normandie (février 1091), il fit partie de ses soutiens. Il meurt après cet épisode et avant 1093, lorsque son fils tient les rênes du comté.
Très pieux, il fit des dons toute sa vie à l'Église, notamment de terres à l'abbaye de la Sainte-Trinité de Rouen (1051) et fut témoin d’une charte datée de 1053. Veuf de Béatrix de Falaise, il se remaria avec Mathilde de Hauteville (1062-1094), fille de Roger Ier, comte de Sicile, et de Judith d'Évreux, cousine au second degré de Guillaume le Conquérant. Mais il la répudia et elle se remaria en 1080 avec Raymond IV de Saint-Gilles (mort en 1105), comte de Toulouse et marquis de Provence.
Il est inhumé dans l’abbaye Saint-Michel du Tréport, qu'il avait fondée au Tréport, près de la ville d'Eu, entre 1057 et 1066, à la mémoire de sa première femme, sur le conseil du duc Guillaume et de Maurille, archevêque de Rouen.[réf. nécessaire]

## Famille et descendance
Il a de sa première femme Béatrix, peut-être sœur d’Arlette de Falaise :
- Raoul, mort avant lui, cité en 1036, dans une charte ;
- Robert (mort en 1149) ;
- Condoha ou Condor, mariée en 1058 à Foulques d’Angoulême mère de Guillaume V d'Angoulême et grand-mère de Vulgrin II d'Angoulême ;
- Guillaume II d'Eu, qui succède à son père en tant que comte d'Eu et lord d’Hastings.

On pense qu'il pourrait par ailleurs être le père de deux autres enfants, du lit de Mathilde de Sicile fille de Roger et Judith d'Évreux :
- Éremburge, deuxième femme de Roger Ier, comte de Sicile ;
- Armand, marié à Béatrix, fille de Tancrède de Hauteville.